# ソ・ミンジョン
ソ・ミンジョン（徐 敏貞、1979年7月11日 - ）は、大韓民国出身の女優。2000年ケーブル放送NTV音楽天下VJでデビューした。2007年8月25日1歳年上の在米韓国人歯科医と結婚し、2007年11月9日より演技活動を休止した。

## 人物
- 趣味は映画、ミュージックビデオ鑑賞、特技は英語。身長164cm 体重48kg。
- 現在は夫とニューヨークで暮らしている。
- 2008年7月28日、第一子となる女児が誕生。
- あだ名は女性殺人微笑、微笑天使、カムチギ（可愛い）、新婦。

## 演技活動

### テレビドラマ
- MBC 《思いっきりハイキック!》(2006年 11月6日 - 2007年 7月13日)...ソ・ミンジョン 役
- SBS 特別企画 《愛と野望》(2006年 2月4日 - 2006年 11月12日)...チャン・セミ 役
- SBS 週末劇場 《その夏の台風》(2005年 5月28日 - 2005年 9月24日)...ユラン 役
- SBS 日々シチュエーションコメディ 《まじめに生きろ》(2002年 11月5日 - 2003年 10月31日)...ノ・ミンジョン 役

### 映画
- 《ナヌとシルラの大冒険》(2007)...ナヌの 声 役
- 《ジェニ、ジュノ》(2005)...ジェニの姉 役

### 芸能
- MBC 《ユ・ジェソク、キム・ウォニの遊びにきて》(2007)
- MBC 《日曜日、日曜日の夜に》
- MBC 《セクションTV演芸通信》リポーター
- MBC 《かたつむり! 動物天下》
- SBS 《好奇心天国》リポーター
- KBS 《チュチュクラブ》
- SBS 《テーマスタジオ-スターデート》進行者
- Mnet 《ホットライン スクール》VJ
- Mnet 《Atomic Kittenはスペシャル》進行者

### 広告
- TJメディアチルロネッ
- LGカード
- ピングレバナナ牛乳

## 受賞
- Mnet20's choice ベストキス賞(2007)
- SBS演技大賞 ラジオMC部門 特別賞(2005)

## 学歴
- ソウル テヒョン国民学校
- 英国ロンドン holy cross conventcoombe girls'
- ソヒョン高等学校
- 梨花女子大学校 法学科